# Griechische Orthodoxie in Österreich
Die Orthodoxe Kirche ist eine einheitliche Kirchengemeinschaft (communio ecclesiarum), die sich aber in etliche souveräne (autokephale), gleichwertige Kirchen gliedert. Unter griechisch-orthodoxe Kirche versteht man in Österreich diejenigen Kirchen der Orthodoxie, deren Tradition griechisch-byzantinisch ist.
Sie wird derzeit durch zwei Vertreter repräsentiert. Beide Gemeinschaften – wie auch die Vertreter der anderen orthodoxen Kirchen in Österreich, die unter dem Begriff Griechisch-orientalische Kirche in Österreich anerkannt sind – organisieren sich in Vertretung der Metropolis von Austria, was den Religionsunterricht und andere öffentliche Angelegenheiten betrifft. In der Orthodoxen Bischofskonferenz in Österreich sind sie eigenständig vertreten.
Es gibt in Österreich insgesamt etwa 19.000 griechisch-orthodoxe Gläubige.

## Griechisch-Orientalische Kirche – Ökumenisches Patriarchat von Konstantinopel
Die weitaus größere Gruppe ist die in Österreich „griechisch-orientalisch“ genannte Gemeinschaft des Ökumenischen Patriarchats von Konstantinopel (griechisch Οικουμενικό Πατριαρχείο Κωνσταντινουπόλεως Ikoumenikó Patriarcheío Konstandinoupóleos, auch Kirche von Konstantinopel). Die Glaubensgemeinschaft gehört zur Östlichen Orthodoxie. Oberhaupt der Gläubigen ist Bartholomäus I., Diözesanmetropolit ist Erzbischof Arsenios Kardamakis.
Die Kirche von Konstantinopel in Österreich organisiert sich heute in der Diözese der Metropolis von Austria – Exarchat für Ungarn und Mitteleuropa mit der Metropolitankathedrale Zur Heiligen Dreifaltigkeit (Griechenkirche). Diese Kirche wurde schon um 1709 in Wien begründet. Sie vertrat ursprünglich die Vertreter des Osmanischen Reiches am Wiener Hof, mit der Anerkennung der nichtkatholischen Konfessionen mit dem Toleranzpatent von Kaiser Josef II. von 1782 auch diejenigen byzantinischen Gläubigen, die aus den Österreichischen Gebieten an der Militärgrenze und deren Hinterland stammten. Aus der Muttergemeinde zum Hl. Georg am Hafnersteig bildete sich schon bald nach 1782 die Gemeinde zur Hl. Dreifaltigkeit am Fleischmarkt, die die Österreicher vertrat, während an St. Georg die Osmanen vertreten waren. Beide erwarben gemeinsam Friedhofsanteile auf dem Sankt Marxer Friedhof, 1878 erhielten sie einen Teil am Zentralfriedhof.
In beiden Gemeinden wurde Gottesdienst auf Griechisch gehalten, in Folge bildeten sich weitere Abspaltungen, 1860 die Serbisch-Orthodoxe Kirche und 1906 die Rumänisch-Orthodoxe Kirche, zwei von alters her unabhängige Kirchen. Trotzdem werden diese Kirchen nach dem Bundesgesetz Äußere Rechtsverhältnisse der griechisch-orientalischen Kirche von 1967 als Griechisch-orientalische Kirche in Österreich zusammengefasst.
Mit dem Untergang der K.u.k. Monarchie wollten die griechischen Gemeinden in Österreich nicht mehr den nun in Rumänien liegenden orthodoxen Zentren unterstehen; deshalb wurde 1924 eine Metropolie für Österreich und Ungarn errichtet, die jedoch nicht lange bestand, erst 1963 wurde diese dauerhaft eingerichtet, und vertrat die Ostblockländer als Exarchat. Die Kirche zur Hl. Dreifaltigkeit genießt seither den Status der Metropolitankathedrale des Ökumenischen Patriarchats von Konstantinopel. Ihr unterstehen die Gemeinden in Österreich, Ungarn und anderen Ländern der ehemaligen K.u.k. Monarchie.
Die beiden ursprünglichen Muttergemeinden, Hl. Georg und Hl. Dreifaltigkeit, sind gleichermaßen anerkannte öffentlich-rechtliche Körperschaften, seit der Novelle des Gesetzes 2011 auch die Metropolis selbst. Hl. Georg ist der Metropolie unterstellt, vertritt aber etwa die griechisch-Orthodoxe Kirche im Ökumenischen Rat der Kirchen in Österreich. Die Metropolis von Austria, als bisher einzig anerkannte Diözese, vertritt auch die österreichische griechisch-orientalische Gesamtorthodoxie, und auch die Orthodoxe Bischofskonferenz in Österreich gegenüber dem Staat.
Die Kirche umfasst in Österreich etwa 18.000 Gläubige, davon 10.000 in Wien.
Die weiteren Kirchengemeinden befinden sich Kärnten, Linz, Graz, Innsbruck und Bregenz.

## Griechisch-Orthodoxe Kirche – Patriarchat von Antiochia (Antiochenische Rum-Orthodoxe Kirche)
Das Patriarchat von Antiochien (und dem gesamten Osten, auch Rum-Orthodoxe Kirche, griechisch Πατριαρχεῖον Ἀντιοχείας Patriarchíon Andiochías, arabisch بطريركية أنطاكية وسائر المشرق للروم الأرثوذكس) gehört zur Orientalischen Orthodoxie. Die meist arabisch-muttersprachigen Gläubigen aus dem syrischen Raum unterstehen dem Patriarchen Johannes X. Ursprünglich wurde der Gottesdienst dieser Kirche in den Liturgiesprachen griechisch und auch syrisch gehalten, seit dem 20. Jahrhundert aber auf Arabisch.
Die Gläubigen in Österreich gehören zur Metropolie von Deutschland und Mitteleuropa mit Sitz in Berlin, unter Leitung des Metropoliten Isaak Barakat,
Sie sind seit etwa den 1980er Jahren organisiert, die erste Pfarrei besteht seit 2002. Die Glaubensgemeinschaft ist vorerst nicht staatlich anerkannt, das heißt, sie ist als „privater“ Verein organisiert. Ihre gesetzliche Vertretung übernimmt derzeit die konstantinopolitanische Metropolis von Austria. Der Berliner Rum-Orthodoxe Metropolit ist aber eigenständiges Mitglied der Orthodoxen Bischofskonferenz in Österreich.
Die österreichischen rum-orthodoxen stehen unter Seelsorge von Erzpriester Michail Pappas, die Gemeinschaft umfasste vor 2015 ca. 1000 Mitglieder, hauptsächlich in Wien.
Die Wiener Gemeindemitglieder feiern den Gottesdienst in der Muttergotteskirche Augarten/Gaußplatz in Leopoldstadt (2. Bezirk). Eine zweite Gemeinde gibt es in Innsbruck.